# Euxestus parkii
Euxestus parkii é uma espécie de insetos coleópteros polífagos pertencente à família Cerylonidae.
A autoridade científica da espécie é Wollaston, tendo sido descrita no ano de 1858.
Trata-se de uma espécie presente nos territórios português e espanhol das ilhas da Macaronésia (Madeira e Canárias).